# Repuchawa
Repuchawa (biał. Рэпухава; ros. Репухово, Riepuchowo) – wieś na Białorusi, w obwodzie witebskim, w rejonie orszańskim, w sielsowiecie Smolany. W 2009 roku liczyła 8 mieszkańców.

## Historia
W XIX i w początkach XX w. wieś i majątek ziemski będący własnością Pezottów, położone w Rosji, w guberni mohylewskiej, w powiecie orszańskim, w gminie Olenowicze. Następnie w granicach Związku Sowieckiego. Od 1991 w niepodległej Białorusi.